# Санхенра Суаджту
Санхенра Суаджту — давньоєгипетський фараон з XIII династії.